# 1960年智利大地震
1960年智利大地震，又稱為瓦爾迪維亞大地震（西班牙語：Terremoto de Valdivia de 1960），發生在1960年5月22日，地震矩規模为9.4-9.6，是人類史上觀測記錄到規模最大的地震。此次地震发生在下午（19:11GMT, 当地时间15:11），持續時間大約為10分鐘。震央位於智利聖地牙哥以南約700公里。由地震而引發的海嘯襲擊到了智利的海岸線，紀錄的浪高高度為25米。海嘯也波及到遙遠的美國夏威夷、日本、澳洲各国等区域。由此次地震所造成的具體罹難人數以及經濟損失因為範圍之廣而無法精確得知。對於該次地震和巨大海嘯導致的罹難人数的估計各不相同。根據從美國地質調查局報告，罹難人數5,700人，另一來源罹難人數6,000人。不同來源估計經濟損失在4億到8億美元。（或加上通貨膨脹，為今日的32億到64億美元。）

## 地震背景
智利位于“環太平洋地震帶”，这是一个地震活动频繁地区。因为纳斯卡板块、南美板块和奇洛埃板块之间碰撞所导致的。同时，纳斯卡板块在后两者之间俯冲。这些地质特征使智利被列为世界上地震最活跃的国家。至今为止，已经记录了100多次7级地震和12次大海啸。
尽管智利地震频发，但目前的研究表明，类似于1549年的地震，被称为“巨震”，其发生周期约为三百年，并改变了地球的结构。

## 地壳运动
关于地震的原因有不同说法，但基本上围绕在秘鲁-智利海沟中的剧烈地壳活动。一份2019年出版的研究论文提到，板块活动之所以远大过所酝酿的能量，可能是因为海沟上纳斯卡板块的过度俯冲。其背后说法是利基涅-奥夫基断层的9.07MW走滑型地震和9.37MW逆断层地震的叠加效应。
海沟周围，离岸岛屿的海拔被隆起了至少5.7米，安地斯山脉靠岸的一侧海拔则下落了2.7米，确认了大规模的地壳变动。

## 地震过程
整场智利大地震主要由三起前震和一起主震组成。

从1906年到2005年的全球地震能量释放图，图中显示大约四分之一的能量集中在智利大地震中释放

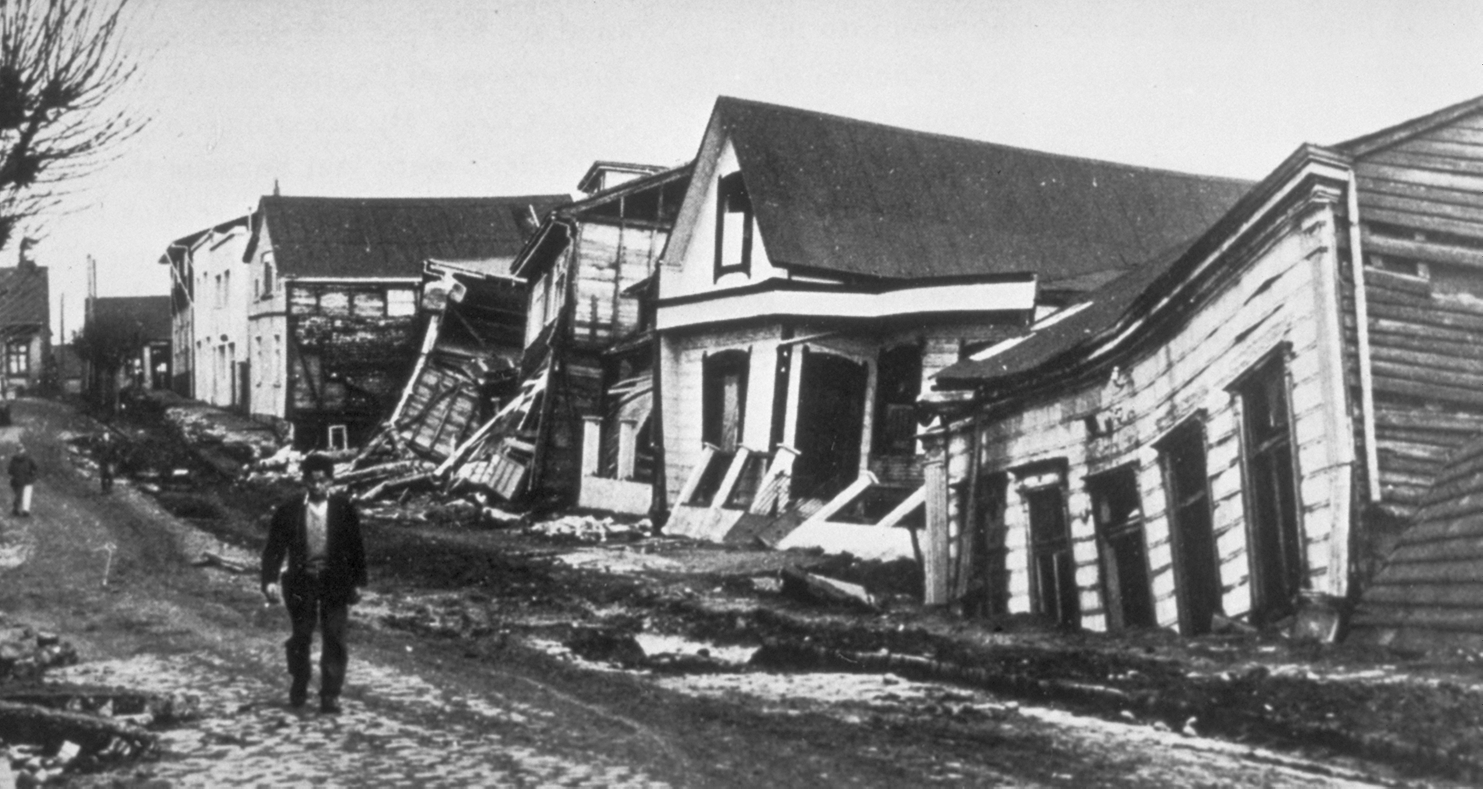
瓦爾迪維亞在1960年5月22日的地震之后的一条大街

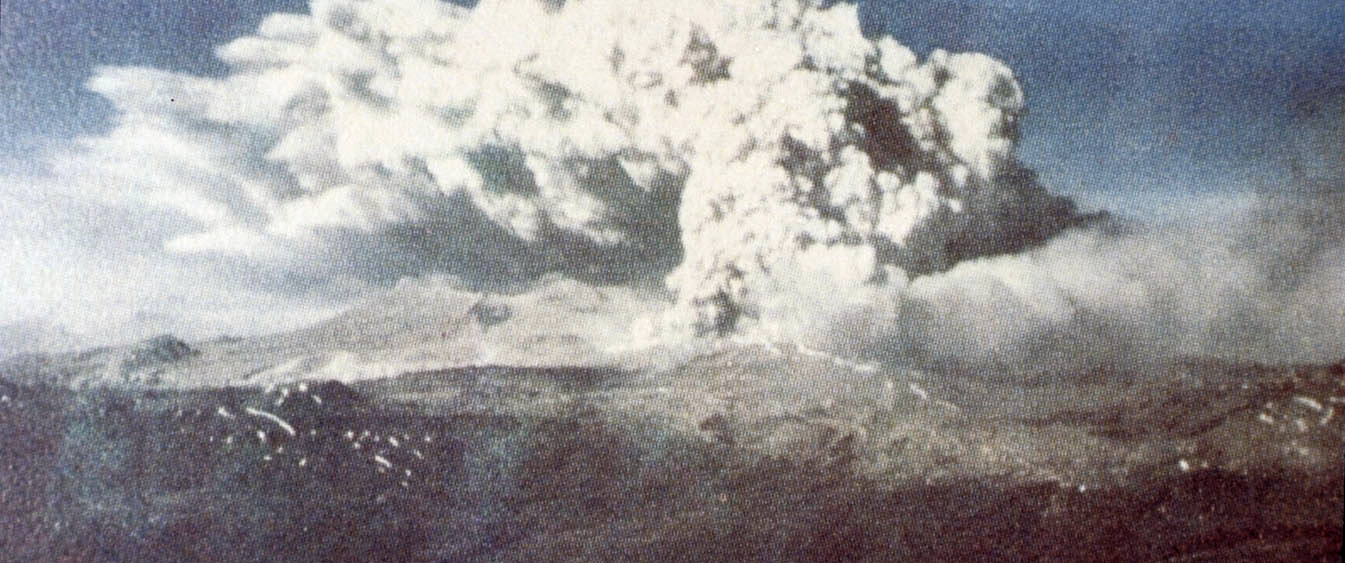
圖片中Cordón Caulle火山於主震之後數天爆發

1960年5月21日當地時間早上6點02分，阿劳科省首先发生了8.1级地震。这场前震讓整個智利南部的通讯中断，因此當時的总统豪尔赫·亚历山德里·罗德里格斯不得不取消伊基克戰役纪念日的传统庆祝活动，来监督紧急援助行动。政府才刚要开始组织对遭受到地震影响地区的援助時，第二、三波前震和主震就在隔天（5月22日）下午發生在瓦爾迪維亞。
第二波和第三波地震各为7.1级和7.8级。发生于5月22日当地时间上午6点32分及下午2点55分。随后十五分钟后（下午3点11分）便迎来主震。主震涉及到整个智利超过400,000平方公里的面積，沿岸村庄如托爾滕就因此消失。接下来的研究声称，5月21日至6月6日间，在长达1,350公里的南北海岸线中，这場地震共有37个震中。
有数百人在巨大海啸发生後当場罹難，一条名为“卡内羅梅樂號”起航于瓦尔迪维亚河河口的船，在巨浪前推入1.5公里之后就沉入河下。
除了巨大海嘯，這場地震也引發了十分罕見的地裂，有數個地方地表產生新斷層並且錯位，有數量不明的罹難者都被認為是在地裂發生的時候，墜入裂縫中失蹤。
地震所造成的地层下陷也同时摧毁了房屋，增加当地河流深度以及在卡洛斯·安万特自然保护区地区产生多块湿地。城市的大部分区域遭洪水侵袭。瓦尔迪维亚的供水和电力系统均遭到破坏，目击者称地下水也不断从地面冒出。河流也因泥石流受到污染且漂浮着各种秽土和破碎物以及整座房屋。

## 海啸

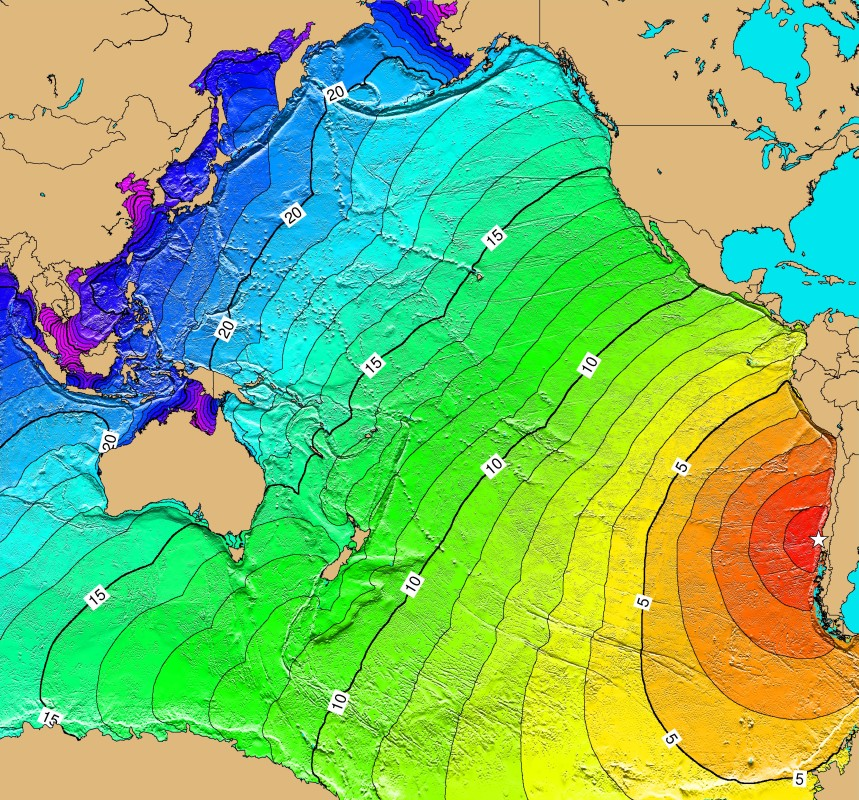
太平洋各地的海啸到达时间

海啸所带来的破坏力不仅极大程度地摧毁了智利沿岸区域，同时也影响到了太平洋各国。在距離震央大約1萬公里的地方記錄到的海嘯高度是10.7米。离岸约30公里的莫查岛达到了25米的最高浪高。

### 对智利本土的影响
智利沿岸的破坏范围上从莫查岛（南纬38度）下至伊瓦涅斯将军艾森大区（南纬45度）。海啸重创智利南部地区，包括康賽普西翁、奇洛埃島、瓦爾迪維亞省，并对该地港口、小型船只和生命造成巨大损失。
瓦尔迪维亚省的主港口科拉爾於开始退潮前海平面涨了4公尺。當地時間下午16點20分，一場浪高高度為8公尺的巨大海嘯撲向了智利海岸。在10分钟之后，另一場记錄到浪高高度為10公尺的巨大海嘯再次袭来。
海啸带来的水流冲入了同样在瓦尔迪维亚省的卡耶-卡耶河，使整条河流水位上涨以至于影响到了到达位于海拔约220米的河大区胡艾拉胡镇。

### 对世界各国的影响
海啸也在不同时间点波及到环太平洋地区的各个国家和地区的沿岸部，其中包括夏威夷群岛、澳大利亚、新西兰、美国西海岸、阿拉斯加阿留申群岛、墨西哥、日本、台灣、菲律賓和其他环太平洋内的国家和太平洋岛群。
海啸以每小时750公里的速度传播，且波长极长，以至于在夏威夷希洛湾第一波到岸后经过一个小时，才遭遇到10.5米的最大海啸。
台灣時間24日上午7點，位於北臺灣的基隆市觀測到潮汐高出海平面為1.9公尺，當局推算智利海嘯可能在於當日上午11時後抵達基隆港。同上午10點，基隆港務局收到來自美軍有關海嘯即將抵達的通知，並隨即告知全市。港務局及警察局分別採取預防措施，居民則往高處走避。根據海嘯過後的最後報告，位於基隆市區內田寮港運河的尚智橋，因海潮上漲的影響全部沖失，而自由橋及崇仁橋也被沖壞。

## 国际援助
联邦德国提供了1000万马克的财政援助，其中一半给智利政府，另一半给德裔智利人相关的俱乐部及文化组织，并应智利政府的要求派出了专家团队前往灾区。
除此之外，阿根廷、瑞典以及美国均提供了援助。

## 之前的地震
在1575年12月16日，在智利瓦爾迪維亞當地同樣也發生過類似的地震並且也造成了嚴重山崩。

## 外部連結
- Chilean earthquake and tsunami（页面存档备份，存于）
- USGS: Chilean earthquake: surviving the tsunamis（页面存档备份，存于）
- Tsunami of 1960（页面存档备份，存于）
- Hawaii Events

38°14′S 73°03′W / 38.24°S 73.05°W